# Liste der Kulturdenkmäler in Bassenheim
In der Liste der Kulturdenkmäler in Bassenheim sind alle Kulturdenkmäler der rheinland-pfälzischen Ortsgemeinde Bassenheim aufgeführt. Grundlage ist die Denkmalliste des Landes Rheinland-Pfalz (Stand: 27. Oktober 2023).

## Denkmalzonen
| Bezeichnung                                    | Lage                                            | Baujahr   | Beschreibung | Bild                           |
| ---------------------------------------------- | ----------------------------------------------- | --------- | --- | ------------------------------ |
| Denkmalzone Schloss Bassenheim                 | Walpot-Platz 7 Lage                             | ab 1317   | bauliche Gesamtanlage aus Schloss und Park, Denkmalzone mit den Bauten um den Walpot-Platz (Walpot-Platz 2, 3, 4, 5, 6, 9, 11, 12, 13); zugehörig: - Schloss Bassenheim; ursprünglich Wasserburg, 1317 erstmals genannt, Renaissancebau 1614–1616, nach verschiedenen barocken Planungen unter anderem von Johannes Seiz, 1914–1917 neubarocke Erweiterung für den Eigentümer Julius von Waldthausen durch Architekt Ernst Brand, Trier - an der Hofseite übereckgestellter Turm mit zwei Erkern, einer bezeichnet 1614, neubarockes Haubendach; jüngerer Bauteil, Putzbau mit Mansarddach, 17. Jahrhundert - Park 1769 angelegt, im 19. Jahrhundert nach englischen Vorbildern umgestaltet - Teehaus um 1800 - Eingangspavillon mit französisierendem Mansardwalmdach, großes Gusseisenportal - Mausoleum für Charlotte und Abraham Oppenheim (1889) - Waschhaus 1914–1917 | weitere Bilder Fotos hochladen |
| Denkmalzone Jüdischer Friedhof                 | Im Sässel, zwischen Nr. 37 und 39 Lage          | um 1800   | 31 Grabstelen | weitere Bilder Fotos hochladen |
| Denkmalzone Marienkapelle auf dem Karmelenberg | südwestlich des Ortes auf dem Karmelenberg Lage | 1662–1868 | Wallfahrtskapelle, Saalbau, 1662–68; Gipfelkreuz, bezeichnet 1733; sieben Fußfälle, um 1760; Prozessionsweg mit altem Baumbestand | weitere Bilder Fotos hochladen |

## Einzeldenkmäler
| Bezeichnung                        | Lage                                   | Baujahr                            | Beschreibung | Bild                           |
| ---------------------------------- | -------------------------------------- | ---------------------------------- | --- | ------------------------------ |
| Bur                                | Altengärtenweg Lage                    | 19. Jahrhundert                    | Säuerlingsbrunnen; Zentralbau, Gusseisen, 19. Jahrhundert | BW                             |
| Krankenhauskapelle                 | Hospitalstraße, zu Nr. 16 Lage         | 1899                               | neugotischer Tuffsteinsaal, 1899, Architekt Lambert von Fisenne, Gelsenkirchen | BW                             |
| Wegekreuz und Grabkreuze           | Kettiger Weg, auf dem Friedhof Lage    | 18. und 19. Jahrhundert            | Wegekreuz, 1820; zwei Grabkreuze, 18. Jahrhundert | BW                             |
| Kapelle                            | Martinstal, Ecke Raiffeisenstraße Lage | 20. Jahrhundert                    | Basaltbruchsteinbau, 20. Jahrhundert | BW                             |
| Wohnhaus                           | Mayener Straße 12 Lage                 | 18. Jahrhundert                    | Fachwerkhaus, teilweise massiv, Krüppelwalmdach, 18. Jahrhundert | BW                             |
| Hofanlage                          | Mayener Straße 42 Lage                 | zweite Hälfte des 19. Jahrhunderts | neubarocke U-förmige Hofanlage, Mansarddach, zweite Hälfte des 19. Jahrhunderts | BW                             |
| Katholische Pfarrkirche St. Martin | Walpot-Platz Lage                      | 1898–1900                          | neuromanische Basilika, 1898–1900, Architekt Lambert von Fisenne, Gelsenkirchen; in der Kirche Reliefbild des heiligen Martins zu Pferde (Bassenheimer Reiter), um 1239 vermutlich vom Naumburger Meister geschaffen | weitere Bilder Fotos hochladen |
| Wohnhaus                           | Walpot-Platz 3 Lage                    | 1753                               | Krüppelwalmdachbau, bezeichnet 1753, ehemals Haus des Frühmessners, von 1813 bis 1840 Volksschule, von 1986 bis 1995 Rathaus von Bassenheim, seit 2003 Martinus-Museum                                               | Fotos hochladen                |
| Wohnhaus                           | Walpot-Platz 4 Lage                    | 19. Jahrhundert                    | neubarocker Mansardwalmdachbau, teilweise Fachwerk, wohl aus dem 19. Jahrhundert | BW                             |
| Wohnhaus                           | Walpot-Platz 5 Lage                    | 19. Jahrhundert                    | Mansardwalmdachbau, teilweise Fachwerk, wohl aus dem 19. Jahrhundert | BW                             |
| Wohnhaus                           | Walpot-Platz 6 Lage                    | 19. oder 20. Jahrhundert           | Mansardwalmdachbau, teilweise Fachwerk, 19. oder 20. Jahrhundert | BW                             |
| Rathaus                            | Walpot-Platz 9 Lage                    | 1784                               | Mansardwalmdachbau, teilweise Fachwerk, 1784, Erweiterung 1912, seit 1995 Rathaus von Bassenheim | weitere Bilder Fotos hochladen |
| Pfarrhaus                          | Walpot-Platz 11 Lage                   | 1781                               | achtachsiger Mansardwalmdachbau, bezeichnet 1781 und 1912 | Fotos hochladen                |
| Rentamt                            | Walpot-Platz 12 Lage                   | 19. oder 20. Jahrhundert           | Fachwerkhaus, teilweise massiv, 19. oder 20. Jahrhundert | Fotos hochladen                |
| Wohnhaus                           | Walpot-Platz 13 Lage                   | 18. Jahrhundert                    | Fachwerkhaus, teilweise massiv, Mansardwalmdach, 18. Jahrhundert | BW                             |
| Bildstock                          | südlich des Ortes an der L 52 Lage     |                                    | Bildstock | weitere Bilder Fotos hochladen |
| Eisenbahnviadukt                   | südwestlich des Ortes Lage             | um 1900                            | Eisenbahnviadukt; dreibogig, um 1900 | BW                             |